# Église Saint-Maxime d'Antezant-la-Chapelle
L'église Saint-Maxime est une église située à Antezant-la-Chapelle, dans le département français de la Charente-Maritime en région Nouvelle-Aquitaine.

## Historique
L'église était un vicariat perpétuel à la nomination de l'abbé de Saint-Jean-d'Angély.
L'église est inscrite au titre des monuments historiques par arrêté du 22 août 1949.

## Galerie - Détails des moulures

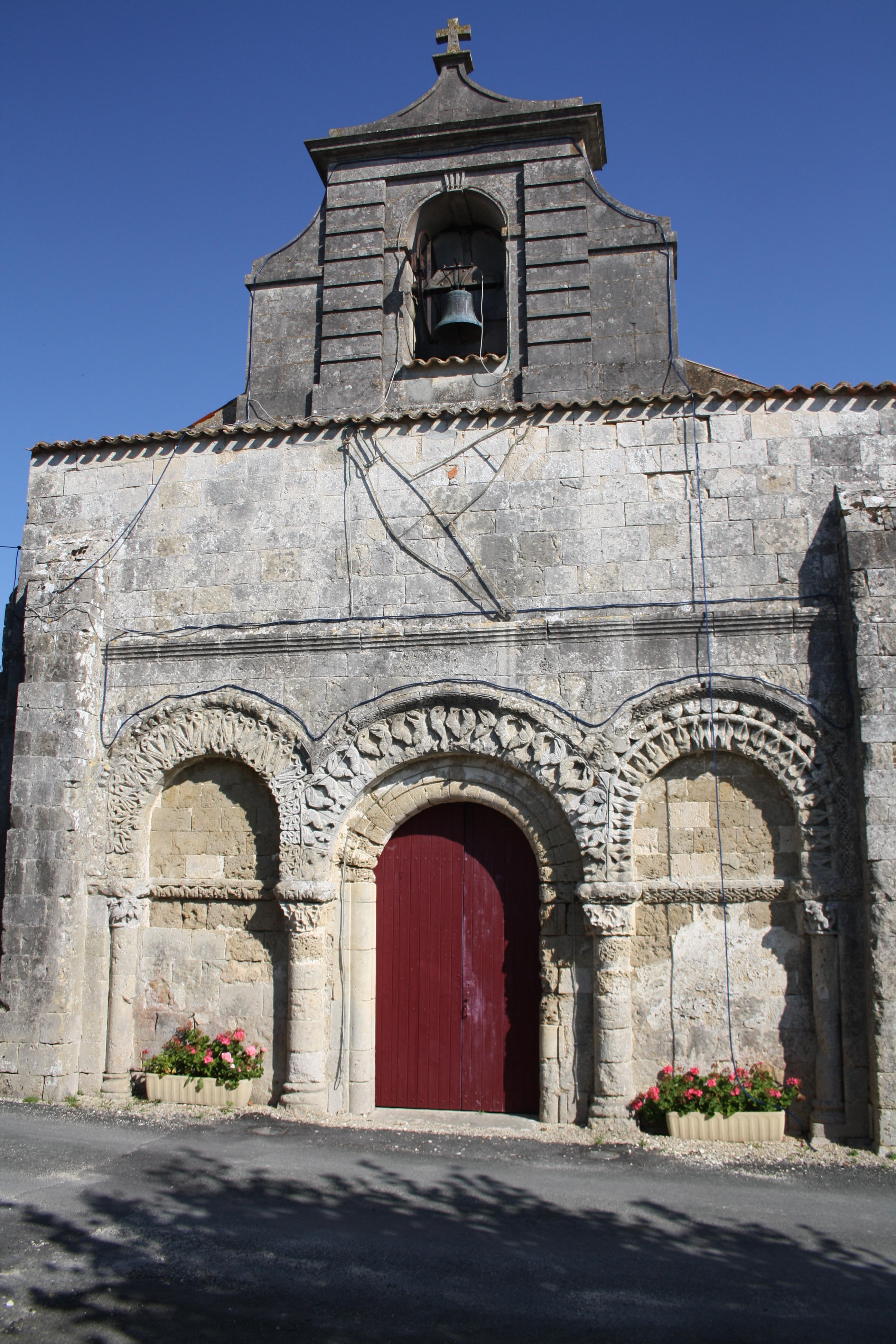
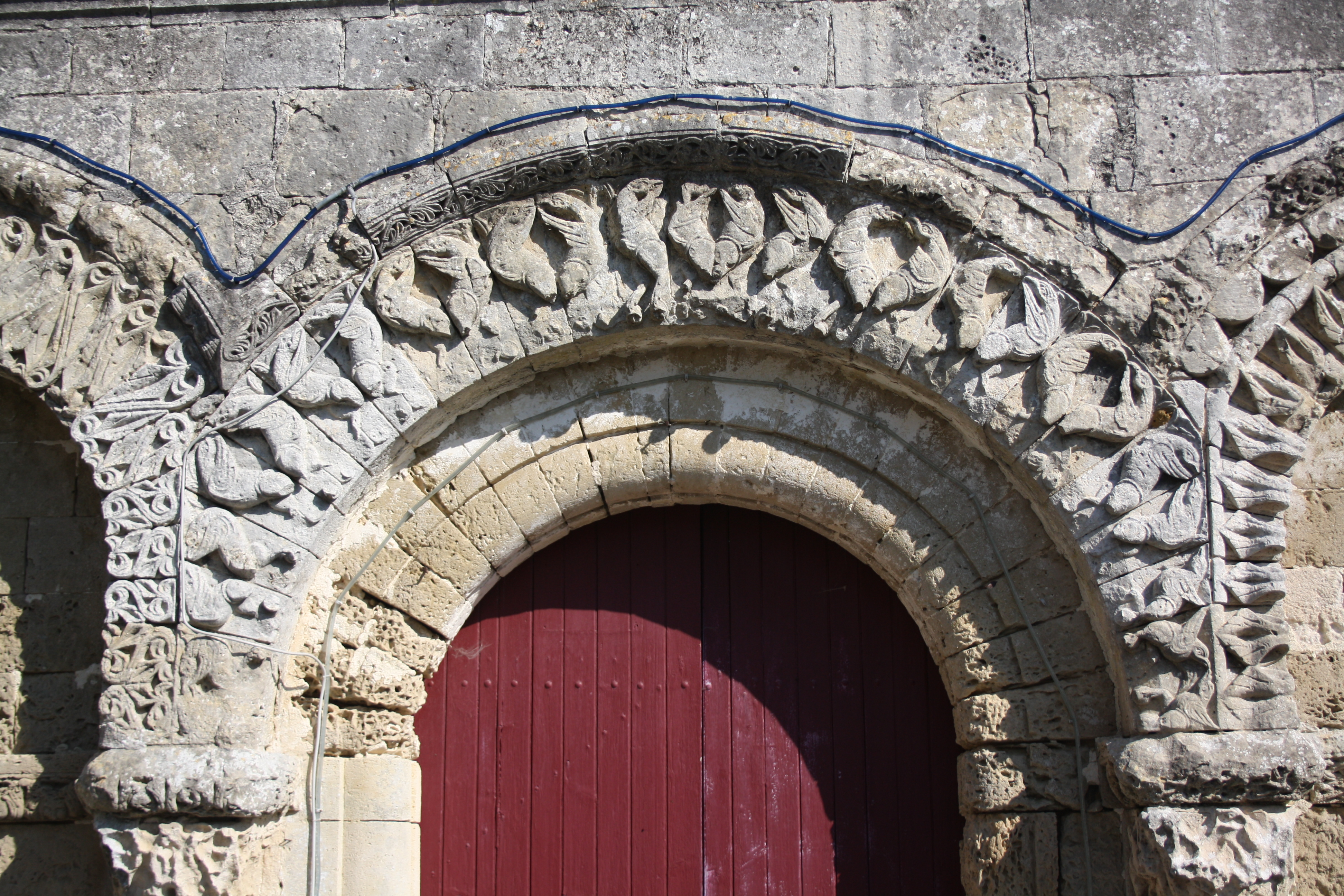
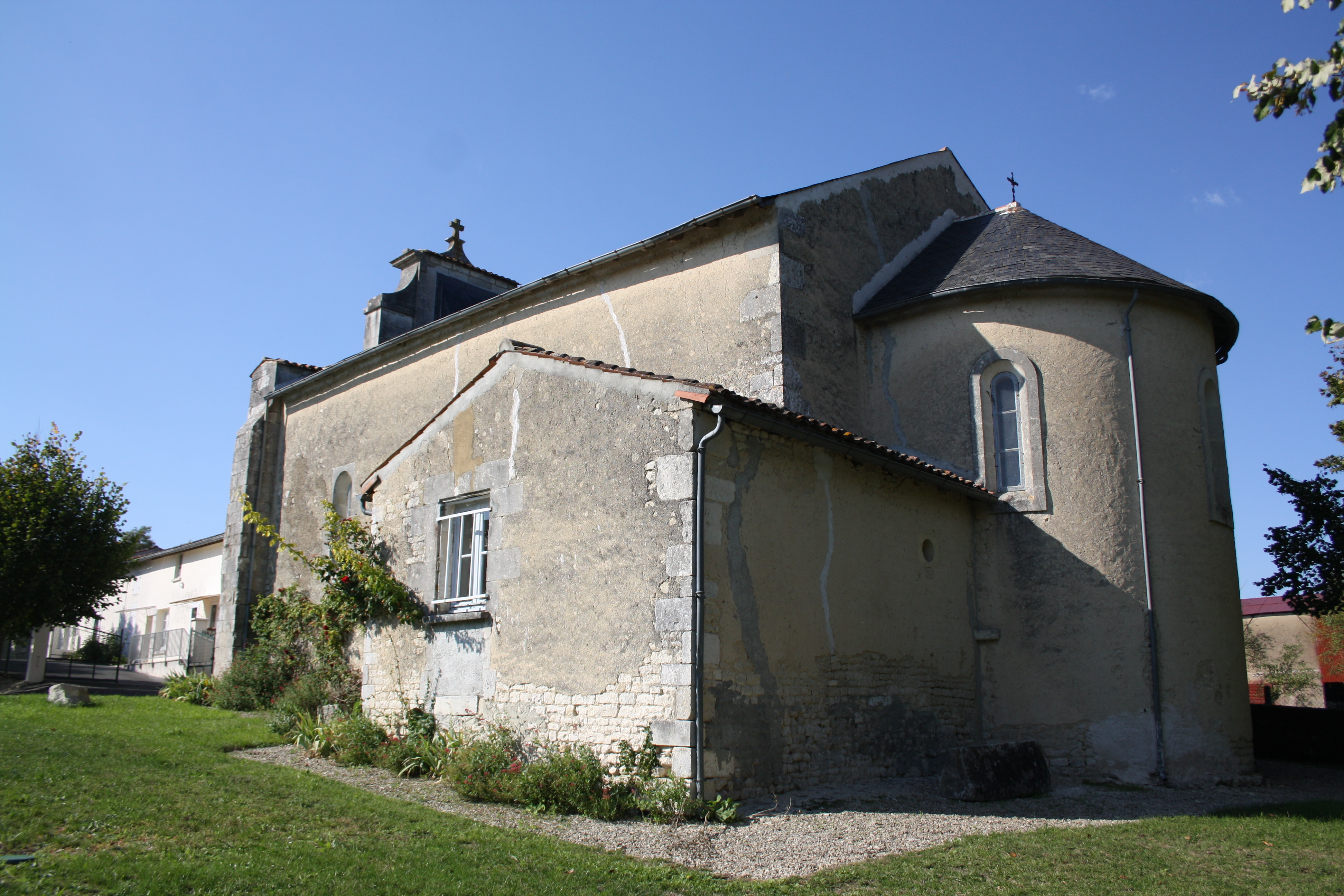